# Joseph William Agar
Joseph William Agar (Newcastle upon Tyne, 1874 – Genova, 5 febbraio 1933) è stato un calciatore e crickettista inglese.

## Carriera
Joseph William Agar è uno dei giocatori più vincenti della storia del Genoa, avendo conquistato cinque campionati dal 1899 al 1904.
Membro della folta comunità inglese nel capoluogo ligure di fine XIX secolo, era socio del Genoa, club con il quale giocò a calcio e a cricket.

### Calcio

#### Club
Agar spese tutta la sua carriera calcistica del Genoa, con il quale vinse cinque scudetti.
Impiegato come attaccante, giocò anche 10 match di Palla Dapples e uno di Medaglia del Re.

#### Rappresentativa Italiana
Benché inglese, il 30 aprile 1899 giocò a Torino presso il Velodromo Umberto I l'incontro amichevole nella Selezione Italiana contro la Selezione Svizzera, terminato due a zero a favore degli elvetici.

### Cricket
Praticò anche il gioco del cricket, mantenendo la fascia di capitano della squadra di cricket rossoblu sino al 1906.

## Palmarès

### Club

#### Competizioni nazionali
- Campionato italiano: 5

Genoa: 1899, 1900, 1902, 1903, 1904